# 8è Festival Internacional de Cinema de Moscou
El 8è Festival Internacional de Cinema de Moscou es va celebrar entre el 10 i el 23 de juliol de 1973. Els Premis d'Or foren atorgats a la pel·lícula soviètica Eto sladkoye slovo - svoboda! dirigida per Vytautas Žalakevičius i la pel·lícula búlgara Obitx dirigida per Ludmil Staikov.

## Jurat
- Serguei Bondartxuk (URSS - President)
- Aleksei Batàlov (URSS)
- Julio Bracho (Mèxic)
- Paulin Soumanou Vieyra (Senegal)
- Jerzy Hoffman (Polònia)
- Antonín Kachlík (Txecoslovàquia)
- René Clément (França)
- Gina Lollobrigida (Itàlia)
- Károly Makk (Hongria)
- Kurt Maetzig (RDA)
- Toshiro Mifune (Japó)
- Tolomush Okeyev (URSS)
- George Stevens (USA)
- Christo Christov (Bulgària)
- Kamal El Sheikh (Egipte)

## Pel·lícules en competició
Les següents pel·lícules foren seleccionades per la competició:
| Títol original                                               | Director(s)                    | País de producció   |
| ------------------------------------------------------------ | ------------------------------ | ------------------- |
| Icheend N'                                                   | Badrahin Sumhu                 | Mongòlia            |
| Explozia                                                     | Mircea Drăgan                  | Romania             |
| Tati                                                         | Bruno Barreto                  | Brasil              |
| Dny zrady                                                    | Otakar Vávra                   | Txecoslovàquia      |
| Home Sweet Home                                              | Benoît Lamy                    | Bèlgica             |
| Al zamioun                                                   | Mohamed Shukri Jameel          | Iraq                |
| La tierre prometida                                          | Miguel Littín                  | Xile                |
| Reife Kirschen                                               | Horst Seemann                  | RDA                 |
| Und der Regen verwischt jede Spur                            | Alfred Vohrer                  | RFA, França         |
| Empire M إمبراطور ميم                                        | Hussein Kamal                  | Egipte              |
| Cuando quiero llorar no lloro                                | Mauricio Walerstein            | Veneçuela           |
| Kopernik                                                     | Ewa Petelska, Czeslaw Petelski | Polònia, RDA        |
| Obitx Обич                                                   | Ludmil Staikov                 | Bulgària            |
| Al-makhdu'un المخدوعون                                       | Tewfik Saleh                   | Síria               |
| Oklahoma Crude                                               | Stanley Kramer                 | Estats Units        |
| Swayamvaram                                                  | Adoor Gopalakrishnan           | Índia               |
| L'attentat                                                   | Yves Boisset                   | França, Itàlia, RFA |
| Shinobu Kawa '                                               | Kei Kumai                      | Japó                |
| Sazhentsy Саженцы                                            | Rezo Chkheidze                 | Unió Soviètica      |
| Jentespranget                                                | Knud Leif Thomsen              | Dinamarca, Noruega  |
| Vĩ tuyến 17 ngày và đêm                                      | Hải Ninh                       | Vietnam del Nord    |
| The Office Picnic                                            | Tom Cowan                      | Austràlia           |
| Sutjeska                                                     | Stipe Delić                    | Iugoslàvia          |
| Aquellos años                                                | Felipe Cazals                  | Mèxic               |
| The Triple Echo                                              | Michael Apted                  | Regne Unit          |
| Touki Bouki                                                  | Djibril Diop Mambéty           | Senegal             |
| Il delitto Matteotti                                         | Florestano Vancini             | Itàlia              |
| Fotográfia                                                   | Pál Zolnay                     | Hongria             |
| El hombre de Maisinicú                                       | Manuel Pérez                   | Cuba                |
| Eto sladkoye slovo - svoboda! (Это сладкое слово — свобода!) | Vytautas Žalakevičius          | Unió Soviètica      |

## Premis
- Premi d'Or:
  - Eto sladkoye slovo - svoboda! de Vytautas Žalakevičius
  - Obitx de Ludmil Staikov
- Premi d'Or a la direcció: Stanley Kramer per Oklahoma Crude
- Premis Especials:
  - Il delitto Matteotti de Florestano Vancini
  - Sutjeska de Stipe Delić
  - Aquellos años de Felipe Cazals
- Premis de Plata:
  - Fotográfia de Pál Zolnay
  - Kopernik de Ewa Petelska, Czeslaw Petelski
  - L'attentat de Yves Boisset
- Premis:
  - Millor Actor: Sergio Corrieri per El hombre de Maisinicú
  - Millor Actor: Ramaz Chkhikvadze per Sazhentsy
  - Millor Actriu: Tra Giang per Vĩ tuyến 17 ngày và đêm
  - Millor Actriu: Ingerid Vardund per Jentespranget
- Diplomes:
  - Dny zrady d'Otakar Vávra
  - Home Sweet Home de Benoît Lamy
  - Sazhentsy de Rezo Chkheidze
  - Explozia de Mircea Drăgan
  - Touki Bouki de Djibril Diop Mambéty
- Premi FIPRESCI: Touki Bouki de Djibril Diop Mambéty
- Menció Especial: El hombre de Maisinicú de Manuel Pérez